# Baetopus asiaticus
Baetopus asiaticus is een haft uit de familie Baetidae. De wetenschappelijke naam van de soort is voor het eerst geldig gepubliceerd in 1978 door Soldán.
De soort komt voor in het Palearctisch gebied.